# Systembolaget
Systembolaget Aktiebolag je švedska državna tvrtka koja ima monopol na maloprodaju alkohola, vina i piva koje sadrži više od 3,5 % alkohola. U Systembolagetu se mogu također kupiti i bezalkoholna pića koja sadrže manje od 0,5 % alkohola. Dobna granica za kupovanje alkohola je 20 godina. U 410 prodavaonica diljem Švedske radi oko 3000 prodavača. Systembolaget također surađuje s oko 520 prodavaonica u manjim mjestima.

## Povijest švedske alkoholne politike
Poslije nekoliko neuspjelih pokušaja ograničavanja konzumacije alkohola u Švedskoj, kralj Adolf Fredrik odlučuje 1766. ukinuti sve zabrane. To je dovelo da toga da je skoro svako kućanstvo počelo prroizvoditi svoj vlastiti alkohol, tako da su velike količine krumpira i žitarica koje su trebale poslužiti kao hrana korištene za proizvodnju alkohola. Računa se da je početkom 19. stoljeća u Švedskoj bilo oko 175 000 proizvođača alkohola. Tijekom 19. stoljeća dolazi do stvaranja prvih organizacija i udruga za umjerenu konzumaciju alkohola u Stockholmu.
Sredinom 19. stoljeća dolazi do stvaranja prvog lokalnog monopola na prodaju alkohola u Falunu, "zbog moralnih interesa". Sva prodaja alkohola u gradu je bila regulirana i provođena s odgovornošću. 1860. postaje protuzakonito prodavati alkoholna pića osobama mlađim od 18 godina, kao i proizvodnja alkohola za kućne potrebe. Te godine dolazi do otvaranja državnog lokala u Göteborgu u kojem nisu služeni pijani gosti a alkohol koji je tu kupljen nije se mogao iznijeti van lokala. Slični lokali otvaraju se kasnije i u drugim gradovima diljem cijele zemlje. Bili su vrlo uspješni tako da je 1870. odlučeno da sva zarada od prodaje alkohola ide državi.
Tijekom Prvog svjetskog rata prodaja alkoholnih pića bila je značajno ograničena. 1914. dolazi do uvođenja kupona za prodaju alkohola uz čiju pomoć se ograničila kupovina alkohola. 1917 dolazi do osnivanja poduzeća Aktiebolaget Spritcentralen, koje kasnije mijenja ime u Vin & Sprit, koje preuzima svu veleprodaju alkohola. Pokret nikterista postajao je sve jači i 1922. dolazi do narodnog glasovanja o konzumaciji alkoholnih pića. 3 302 483 je bilo registriranih birača od kojih na izbore izlazi 1 820 452 ili 55,1 % (na izborima za riksdag 1921. glasovalo je 54,2 %). Rezultati izbora bili su vrlo ujednačeni i malo neočekivano pobjedu odnose pobornici protivljena zabrane prodaje alkohola. 925 097 (51,0 %) glasovalo je protiv zabrane dok je 889 132 (49,0 %) glasovalo za. 6 223 glasova bilo je nevažećih.
Riksdag je poslije ovih izbora odlučio da se ne zabrani prodaja alkohola, vina i piva ali je nastavljeno s restriktivnom alkoholnom politikom. Bonovi su korištevni sve do 1955. kada dolazi do velikih promjena u švedskoj alkoholnoj politici.

## Osnivanje Systembolageta
1955. dolazi do udruživanja lokalnih prodavača alkohola u Systembolaget. Ukidaju se bonovi dok su pravila prodaje alkohola pojednostavljena. Glavno pravilo kupovine alkohola u Systembolagetu je da osoba mora biti najmanje 21 godinu stara, trijezna i da ne postoji sumnja da će ta osoba preprodavati alkohol ili davati mlađima osobama od 21 godine starosti. Prodaje je već prve godine porasla za 25 % a broj krivičnih djela glede pijanstva udvostručio se. Zato je nekoliko godina kasnije doneseno nekoliko mjera koje su trebale obuzdati konzumaciju alkohola poput povećanja poreza na alkohol i obvezna legitimacija.
1969. snižena je dobna granica s 21 godine starosti na 20, ali isti zakoni su ostali na snazi kao od 1955. U slučaju da prodavači nisu sigurni da je neka osoba starija od 25 godina, prema pravilniku Systembolageta treba legitimirati tu osobu da bi se dokazalo da je starija od 20 godina.
Općine su zadržale pravo zabrane osnivanja lokalnih prodavaonica Systembolageta ali sve manje općine to čini zato što bi to pogodilo druge maloprodajne jedinice kada bi se putovalo u druge općine u kupovinu.
Systembolaget je zatvoren u cijeloj zemlji nedjeljom. U periodu od 1982. do 2000. bio je zatvoren i subotom ali sada su neke prodavaonice otvorene i subotom (ovisno o veličini prodavaonice i mjesta).